# リコー三愛グループ
リコー三愛グループ（リコーさんあいグループ）三愛会（さんあいかい）は、事務機器・光学機器メーカーのリコー及び石油・ガス製品卸売の三愛オブリを中核とする日本の企業グループ。200以上の会社を起業した市村清が起業、再建、出資などで関わった企業によって構成されている。昭和初期から中期を代表する経営者の一人である市村は先見性と多彩な人的ネットワークによりコカ・コーラのボトラーやリース業といったそれまで日本になかったビジネスを持ち込む実業家であったため、グループを構成する企業の業種も多岐にわたっている。このことについて松下幸之助は自身の企業グループを電機事業に特化した「富士山」に例えたのに対し、市村の多種多様な企業グループをいくつもの山が連なる「八ヶ岳」的な経営形態と評した。
グループ名は市村が最初に社長を務めた「理研感光紙株式会社」から発展した「リコー」と市村が提唱した「人を愛し 国を愛し 勤めを愛す」という「三愛精神」からとられたものである。グループ間に業種的なつながりがないため会としての活動もホームページの運営、市村清の著作や関連図書、会報などの発行のほかは市村清の生家近くに整備されている公園の清掃活動や墓参などを行うのみのゆるやかな連帯となっている。事業ではなく三愛精神をグループの精神的支柱として纏まっている企業グループであると言える。日清紡ホールディングスに買収されたリコー電子デバイス（現：日清紡マイクロデバイス）やSBSグループに参加したリコーロジスティクス（現：SBSリコーロジスティクス）など資本関係が変化した以降も三愛会に名を連ねている場合もあれば、コカ・コーラジャパンなど株式売却によりグループを離れた企業もある。
なお、理研感光紙株式会社は理化学研究所での研究成果を事業化することを目的にした「理化学興業」の陽画感光紙製造販売部門が独立したもので、新興財閥である理研コンツェルンの一角ではあったが、理研の総帥であった大河内正敏の判断で1942年にコンツェルンから分離され、戦後の財閥解体による理研コンツェルンの解体以降、他の旧理研系企業とは資本関係、提携関係を持っておらず、グループを構成する企業の殆どは市村が独立以後に設立した企業である。

## 歴史
1936年（昭和11年）2月6日、理研感光紙株式会社創立。この日がリコー三愛グループの出発点とされる。1942年には理研感光紙から社名を変更した理研光学工業と飛行機特殊部品、旭無線の3社が理研コンツェルンから切り離され独立。更に1944年、市村が代表を務める7社（理研特殊製鐵、理研光学工業、旭無線、東洋特専興業、理研化学工業、朝鮮理研感光紙配給、飛行機特殊部品）により三愛会の前身となる「自蹊会」を設立した。当時はグループ企業の経営を協議し、役員の昇任や社員の人事異動も決裁する現在のホールディングスカンパニーのような形を取っていた。終戦後の1945年に三愛商事（後の三愛）を設立し、1946年には自蹊会を「三愛会」に改称した。その後、1952年に三愛石油、1960年に日米飲料（コカ・コーラウエストの前身）などを設立し、1962年に高野精密工業（リコー時計→リコーエレメックス）の経営に参画するなどして現在に至っている。

## 会員企業
リコー、三愛オブリ、リコーエレメックス、リコーリースの4社が常任理事会社。かつては日本リース（日本長期信用銀行傘下となったのち破綻）、三愛（ワコール等に売却）、コカ・コーラウエストなどもその座にあった。
リコーグループ
- リコー
- リコージャパン
- 迫（はさま）リコー
- リコーインダストリー
- リコーテクノロジーズ
- リコークリエイティブサービス
- SBSリコーロジスティクス（旧三愛運輸→リコーロジスティクスの株式をSBSが取得）
- SBS三愛ロジスティクス
- リコーITソリューションズ
- リコーインダストリアルソリューションズ
- リコーエスポアール
- リコーテクノリサーチ

三愛オブリグループ
- 三愛オブリ
- キグナス石油
- 三愛リテールサービス
- 三愛オブリガス東日本
- 三愛オブリガス九州
- 三愛オブリテック
- 三愛ガスサービス
- 三愛オブリガス三神
- トスプロ
- 佐賀ガス
- 三愛オブリカスタマーサービス

リコーエレメックスグループ
- リコーエレメックス
- リコーエレメックスエーティー

リコーリースグループ
- リコーリース
- テクノレント

その他
- サガテレビ
- 西銀座デパート
- エフエム佐賀
- 瀬の本高原リゾート（旧三愛観光）
- 日清紡マイクロデバイス（リコー電子デバイスを吸収合併）
- 佐星醤油
- リコー三愛グループ健康保険組合
- 公益財団法人市村清新技術財団
- リコーグループ福祉会
- 三愛会